# Улица Сурикова (Москва)
У́лица Су́рикова — улица в Северном административном округе города Москвы. Одна из основных улиц посёлка Сокол, расположенного в одноимённом районе.

## Положение улицы
Улица расположена между улицей Алабяна и улицей Кипренского. Нумерация домов начинается от улицы Алабяна.

## История
Улица появилась в 1920-х годах при строительстве посёлка «Сокол». При проектировании улицы Сурикова использовалась теория динамического восприятия линии художника Владимира Фаворского. Улица была поделена на три различные по ширине части (самая широкая идёт от улицы Алабяна до пересечения с улицей Поленова; вторая, более узкая, — от улицы Поленова до улицы Брюллова; третья, самая узкая, — от улицы Брюллова до улицы Кипренского). Благодаря этому, с одного конца улица кажется очень длинной, а с другого — наоборот, небольшой и компактной. Парадные фасады некоторых домов на улице Сурикова не имеют окон. По замыслу проектировщиков, голая стена не задерживает на себе внимания и зрительно раздвигает границу улицы. Вдоль улицы Сурикова были высажены липы.

## Происхождение названия
Своё название улица получила 4 апреля 1928 года в честь великого русского художника Василия Ивановича Сурикова.

## Примечательные здания и сооружения
По нечётной стороне:
- № 11/2 — Жилой дом (1925, архитектор И. И. Кондаков), объект культурного наследия регионального значения[4]
- № 15 — Жилой дом (1925, архитектор Н. В. Марковников), объект культурного наследия регионального значения[4].

По чётной стороне:
- № 8/2 — Жилой дом (1924,архитектор И. И. Кондаков), объект культурного наследия регионального значения[4]

## Транспорт
- Станция МЦК «Панфиловская».
- Станция метро «Сокол».